# AKAONI
AKAONI は、日本の芸能事務所である。

## 概要
マネジメント業務を中心に活動していた高橋祐太と、サンミュージックプロダクションに所属していたYOSHIらが立ち上げた個人事務所。

## 所属タレント

### 男性タレント
- YOSHI
- りほてち
- 団優記
- MASA
- TZK
- かみやな

### 女性タレント
- りほてち
- 年代果林

### お笑い芸人
グループ
- ワンアップ（YOSHI(マジシャン)、かみやな (お笑い芸人)）